# Chemin du Lapin
Pour les articles homonymes, voir Lapin (homonymie).
Le chemin du Lapin (en occitan : camin del Lapin) est une voie de Toulouse, chef-lieu de la région Occitanie, dans le Midi de la France.

## Situation et accès

### Description
Le chemin du Lapin est une voie publique. Il se trouve dans le quartier de Lalande.
Il naît perpendiculairement à l'avenue de Fronton. Orienté à l'ouest, il oblique ensuite au nord-ouest, épousant alors le tracé du périphérique. Une passerelle piétonne, qui franchit ce dernier, permet d'ailleurs de relier le chemin du Lapin au chemin des Vieilles-Écoles et au chemin Emmanuel-Delbousquet. Il oblique une dernière fois à l'est et rejoint l'avenue de Fronton.
La chaussée compte une seule voie de circulation automobile en sens unique, du sud vers le nord de l'avenue de Fronton. Elle appartient à une zone 30 et la vitesse y est limitée à 30 km/h. Il n'existe pas de piste, ni de bande cyclable, quoiqu'elle soit à double-sens cyclable.

### Voies rencontrées
Le chemin du Lapin rencontre les voies suivantes, dans l'ordre des numéros croissants (« g » indique que la rue se situe à gauche, « d » à droite) :
1. Avenue de Fronton
2. Chemin des Vieilles-Écoles - accès piéton (g)
3. Avenue de Fronton

### Transports
Le chemin du Lapin n'est pas directement desservi par les transports en commun Tisséo. En revanche, l'avenue de Fronton est parcourue par les lignes de Linéo L10 et de bus 2969169.
La station de vélos en libre-service VélôToulouse la plus proche est la station no 315 (269 avenue de Fronton).

## Odonymie
L'origine du nom du chemin n'est pas connue. Peut-être faut-il y voir une référence aux lapins de garenne, abondants sur ce territoire rural au XIXe siècle, ou la présence d'une ferme qui aurait eu l'animal pour emblème.
Par ailleurs, il existe dans le même quartier de Lalande un chemin de la Levrette, dont le nom vient d'une métairie, connue comme la ferme du Levreau (lebret, « levreau » en occitan) ou de la Levrette (lebreta, « levrette » en occitan).

## Patrimoine et lieux d'intérêt
- no  7 : maison (deuxième moitié du XIXe siècle)[2].
- no  8 : ferme (deuxième moitié du XIXe siècle)[3].

- no  16 : villa des Fleurs. 
Une ferme est construite au cours du XVIIIe siècle. Elle appartient, en 1830, à la veuve de Jean Bernard. Le domaine agricole comprend alors une vigne, un jardin et une maison et sa cour. Au XIXe siècle, le bâtiment est agrandi et surélevé. L'édifice est construit parallèlement au chemin du Lapin, à l'angle de l'avenue de Fronton. Il se compose de deux bâtiments : un logis principal, à l'ouest, et des communs, à droite. 
Le logis principal, bâti en brique, comprend plusieurs corps de bâtiment. La façade principale, orientée au sud, se développe sur sept travées et s'élève sur trois niveaux. Elle est couverte par un enduit imitant un appareil de pierre. Au rez-de-chaussée, les portes sont couronnées d'une corniche. Le niveau de comble est aéré, sur le côté du pignon, par des jours en terre cuite. L'élévation est couronnée par une large corniche moulurée. 
À l'est, le bâtiment correspond latéral correspond à des communs ou des parties agricoles. Il prend appui sur l'élévation latérale du logis. Il est bâti, au rez-de-chaussée, en assises de brique cuite et de galets et, à l'étage, en brique crue. Le rez-de-chaussée est largement ouvert par deux portes charretières[4].